# Ball (Bergisch Gladbach)
Ball  ist ein Ortsteil im Stadtteil Herkenrath von Bergisch Gladbach.

## Geschichte
Die Ortschaft Ball befindet sich im Zentrum von Herkenrath. Es handelt sich um eine frühneuzeitliche Siedlungsgründung, die im Urkataster als Am Ball verzeichnet ist.
Laut der Uebersicht des Regierungs-Bezirks Cöln besaß der als „Bauergüter“ kategorisierte Ort 1845 drei Wohnhäuser. Zu dieser Zeit lebten 18 Einwohner im Ort, alle katholischen Glaubens.
1905 wurden hier 32 Wohngebäude mit 192 Einwohnern gezählt.
Der Name Ball lässt zwei unterschiedliche Deutungen zu: zum einen ergibt sich im Mittelhochdeutschen aus „bal/balle“ (= Ball, Kugel, Ballen) eine topographische Lage auf einer Bodenerhebung. Andererseits deutet das indogermanische „bal“ (= Sumpf) auf eine morastige Bodenbeschaffenheit zur Zeit der Siedlungsgründung hin, was wahrscheinlicher ist.